# بوستان کوهستانی گلستان
بوستان کوهستانی گلستان به وسعت ۷۰ هکتار در شهرک گلستان در شمال غربی شیراز واقع شده‌است.

## ساخت
شهریور ۱۳۹۲ پروژه بوستان کوهستانی ۱۸۰ هکتاری شهرک گلستان شیراز کلید زده شد در این سال شهرداری شیراز، چهار منطقه میانرود، دراک، باباکوهی و آبشار را به‌عنوان بوستان کوهستانی معرفی کرد و اقدام به نصب تابلوهای راهنمای شهری در جهت شناساندن آن‌ها به شهروندان نمود. یکی از این بوستان ها، بوستان کوهستانی گلستان واقع در شهرک گلستان است که با تکمیل آن، تفرجگاهی در شمال غرب شیراز به وجود آمد.
برای ساخت بوستان کوهستان ۴۸ میلیارد ریال هزینه شده‌است و گونه‌های گیاهی متناسب با اقلیم منطقه، با نیاز به آب کم به همراه گیاهان دارویی در آن کاشته شده‌است.

## ویژگی‌ها
۷۰ هکتار از این پارک به وسیله شهرداری منطقه ۱۰ در سال ۱۳۹۵ افتتاح شد. این پارک دارای آلاچیق، پیست دوچرخه سواری، وسایل ورزشی، سرویس بهداشتی و… می‌باشد. این پارک در دامنه  کوه سرخ و امتداد کوه دراک است. کوه سرخ چشمه‌های بسیار و مسیرهای متعددی را دارد. در کنار این کوه آبشاری فصلی نیز وجود دارد.
این بوستان دارای ۳۰۰۰ متر مسیر دوچرخه سواری رفت و برگشت و ۱۵۰۰ متر مسیر پیاده‌روی کوهستانی است.

## نگارخانه

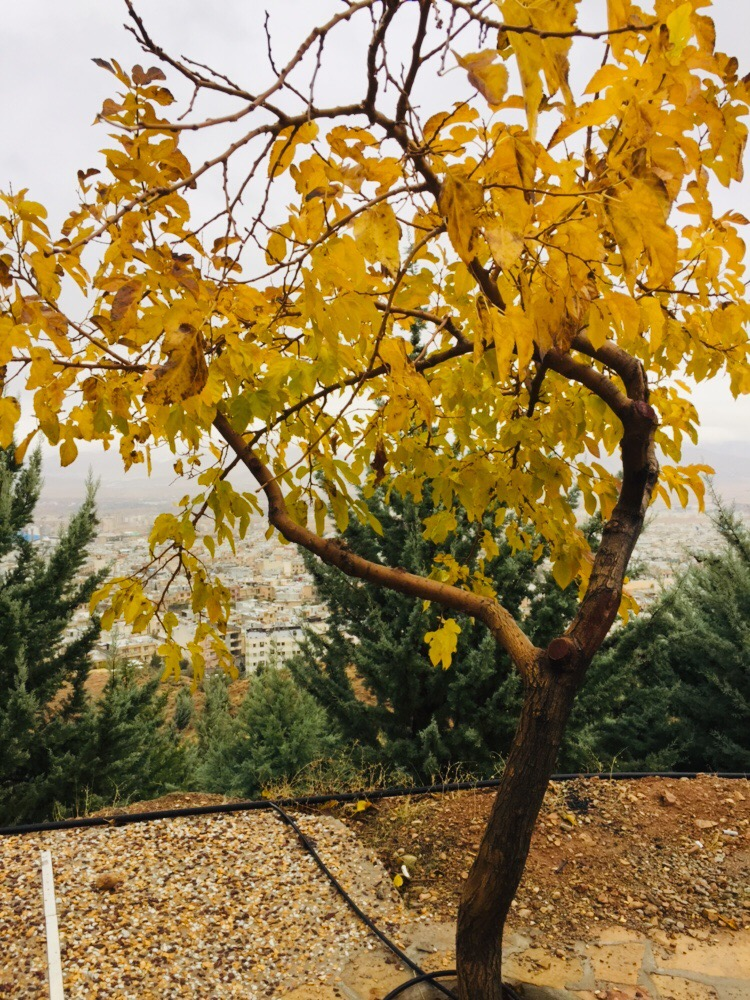
پارک کوهستانی آبشار در پاییز ۱۳۹۹
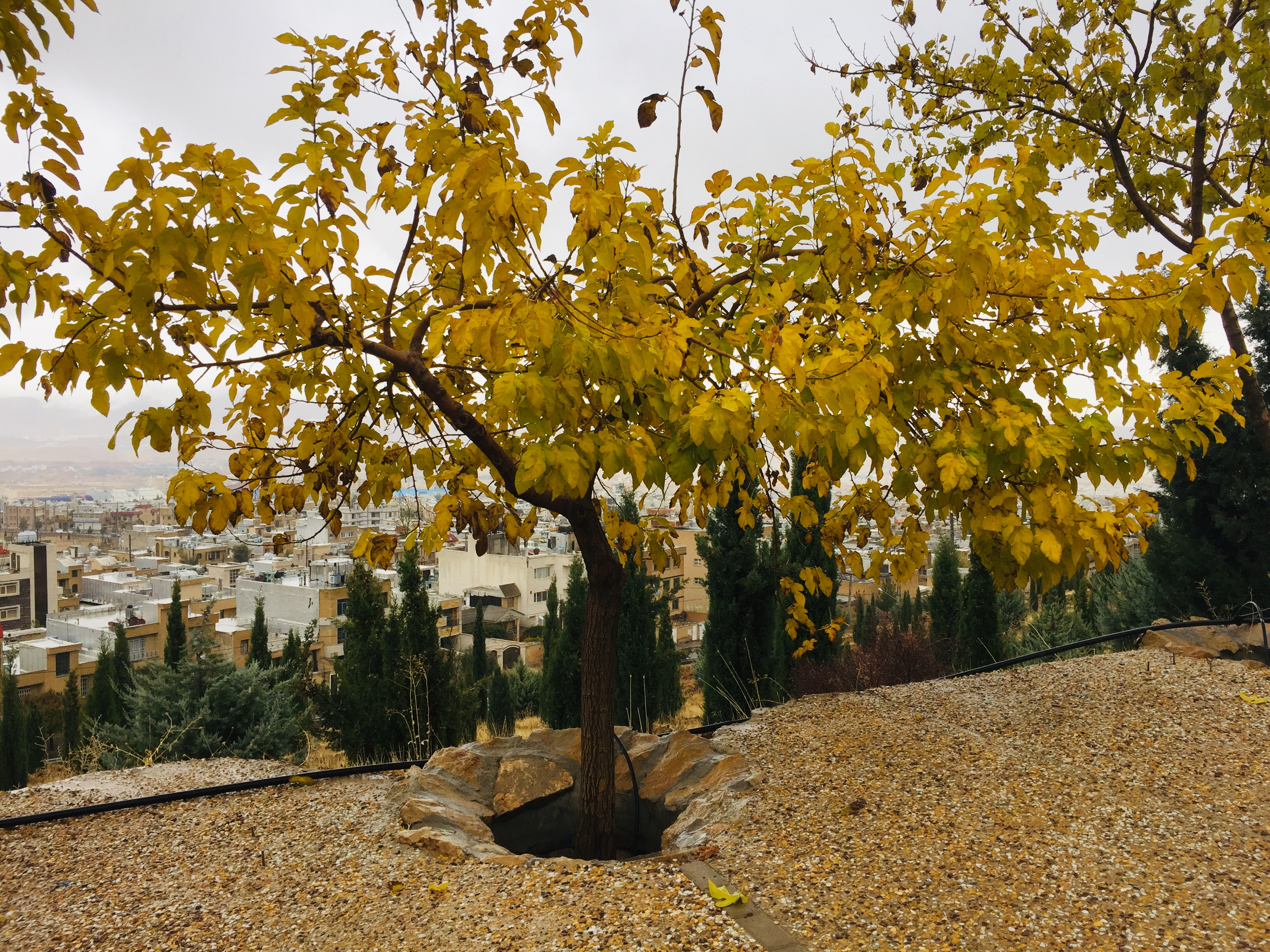
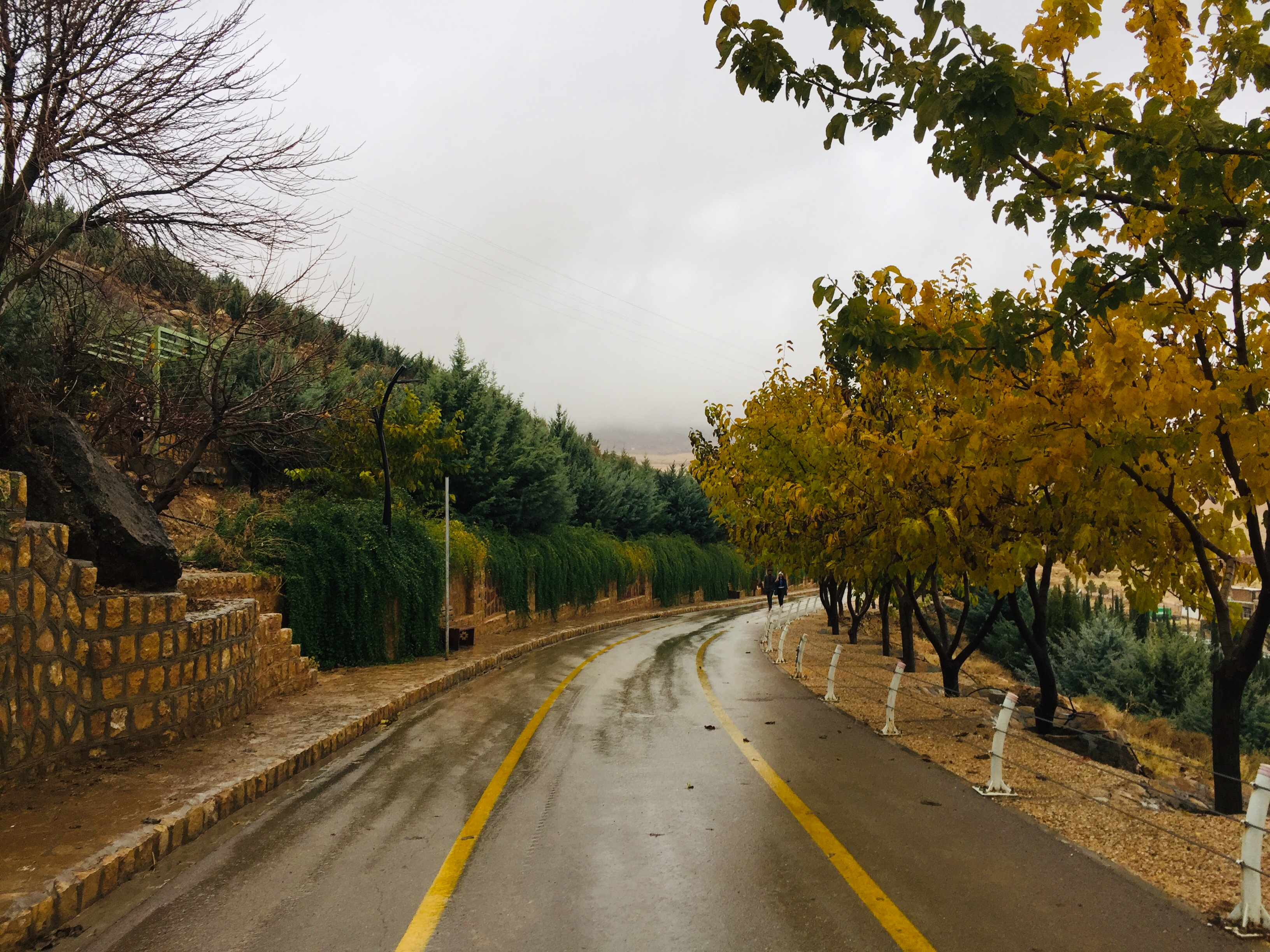
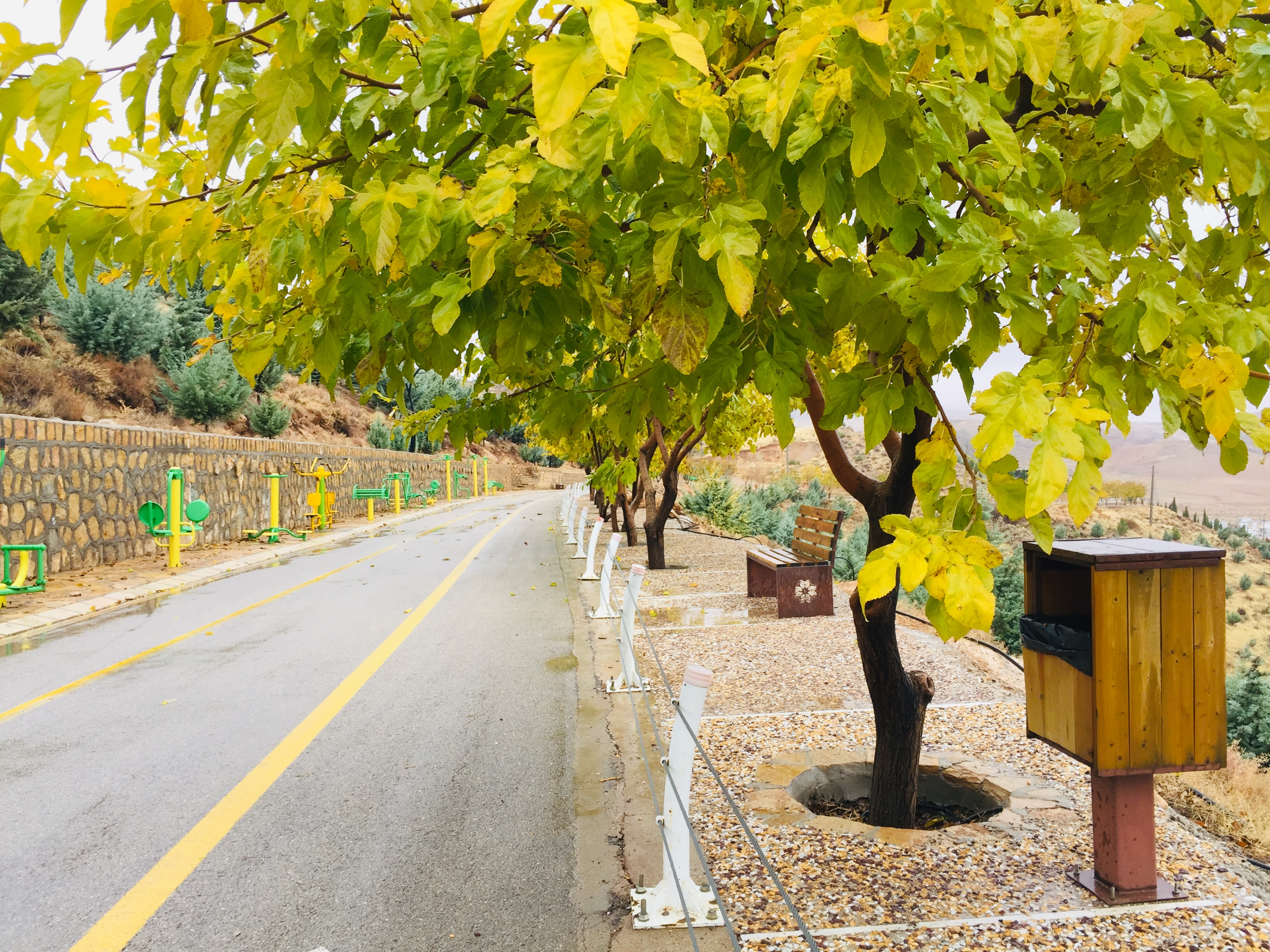
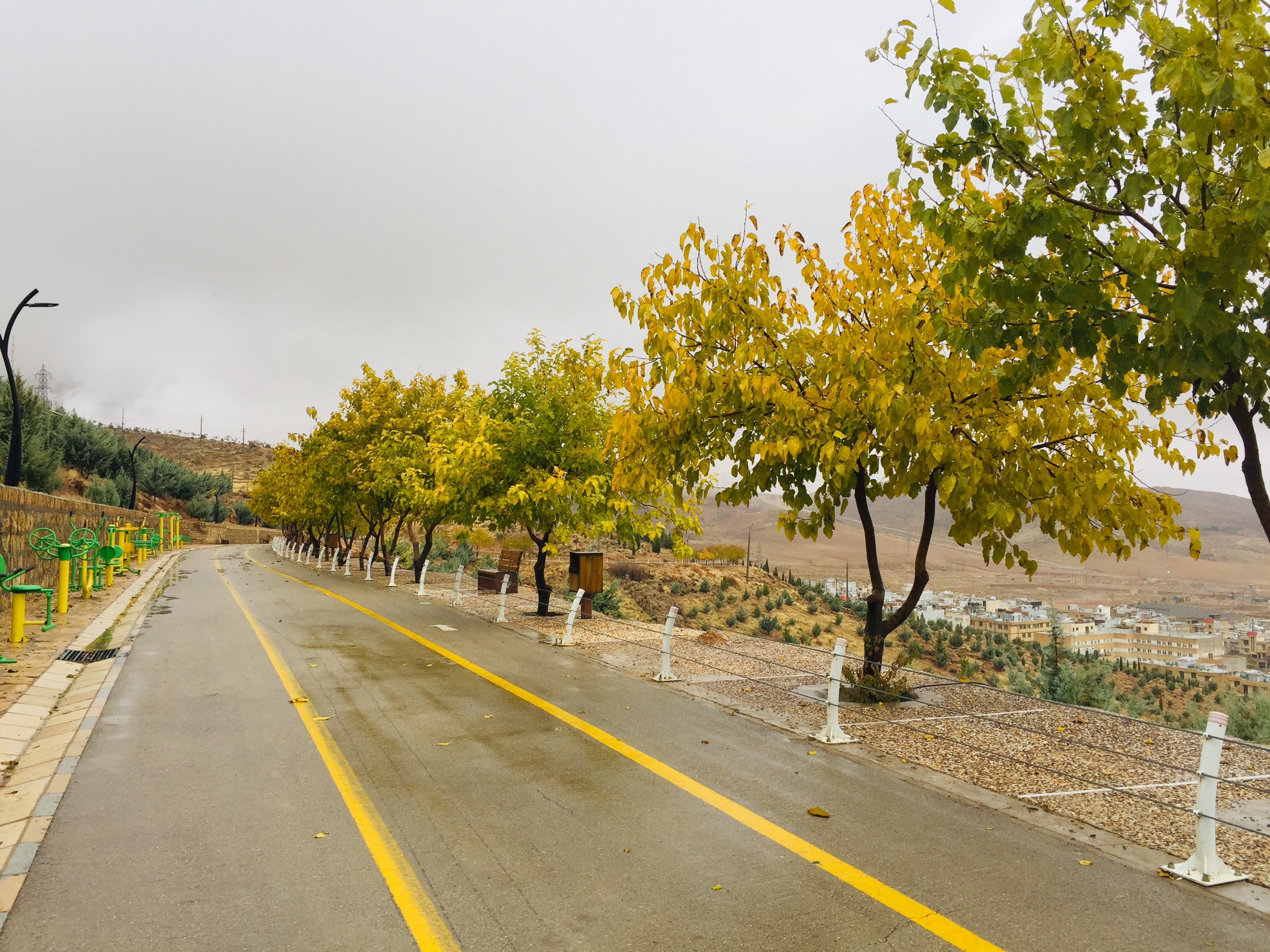
مسیرهای دوچرخه‌سواری در پارک
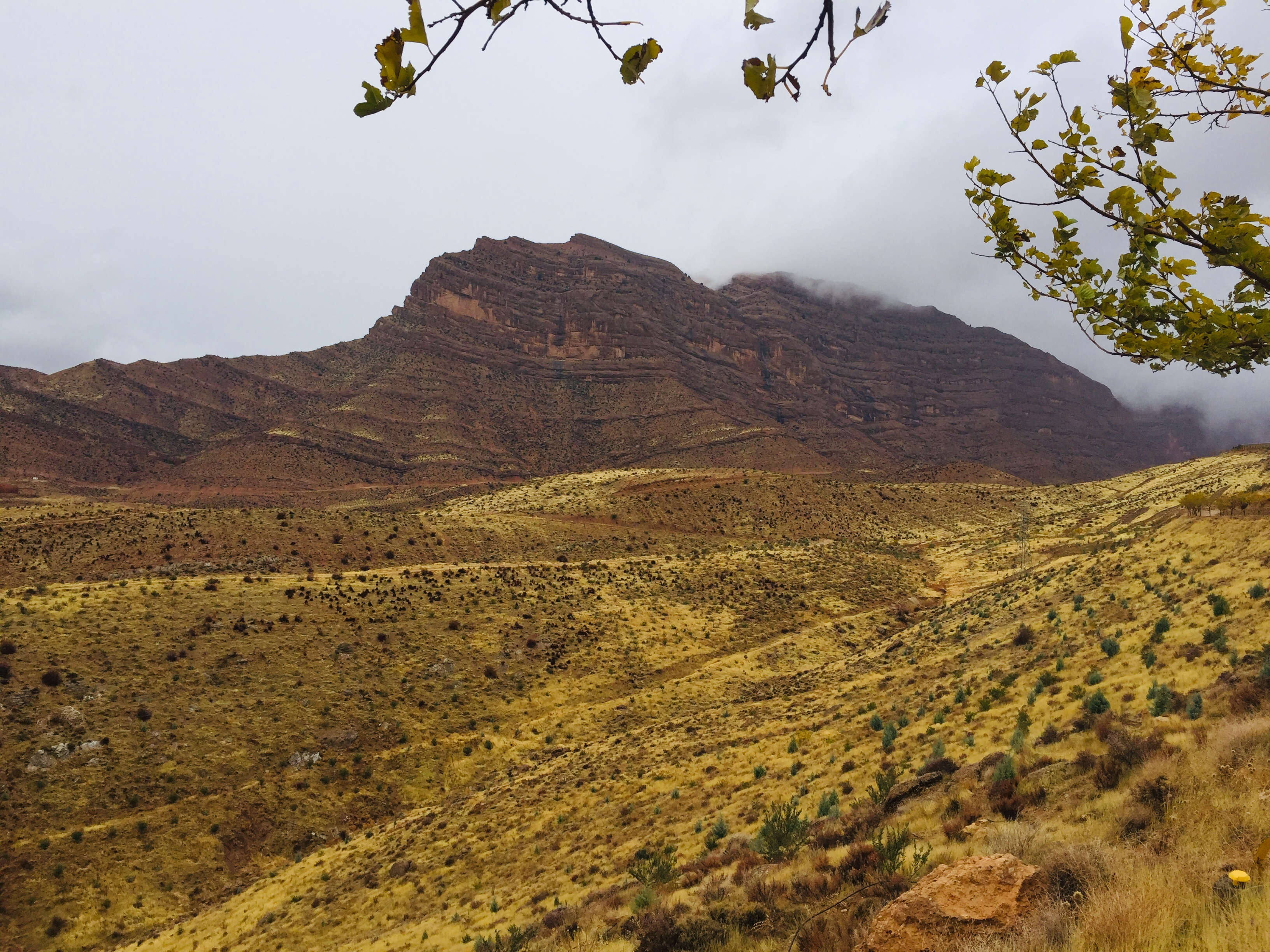
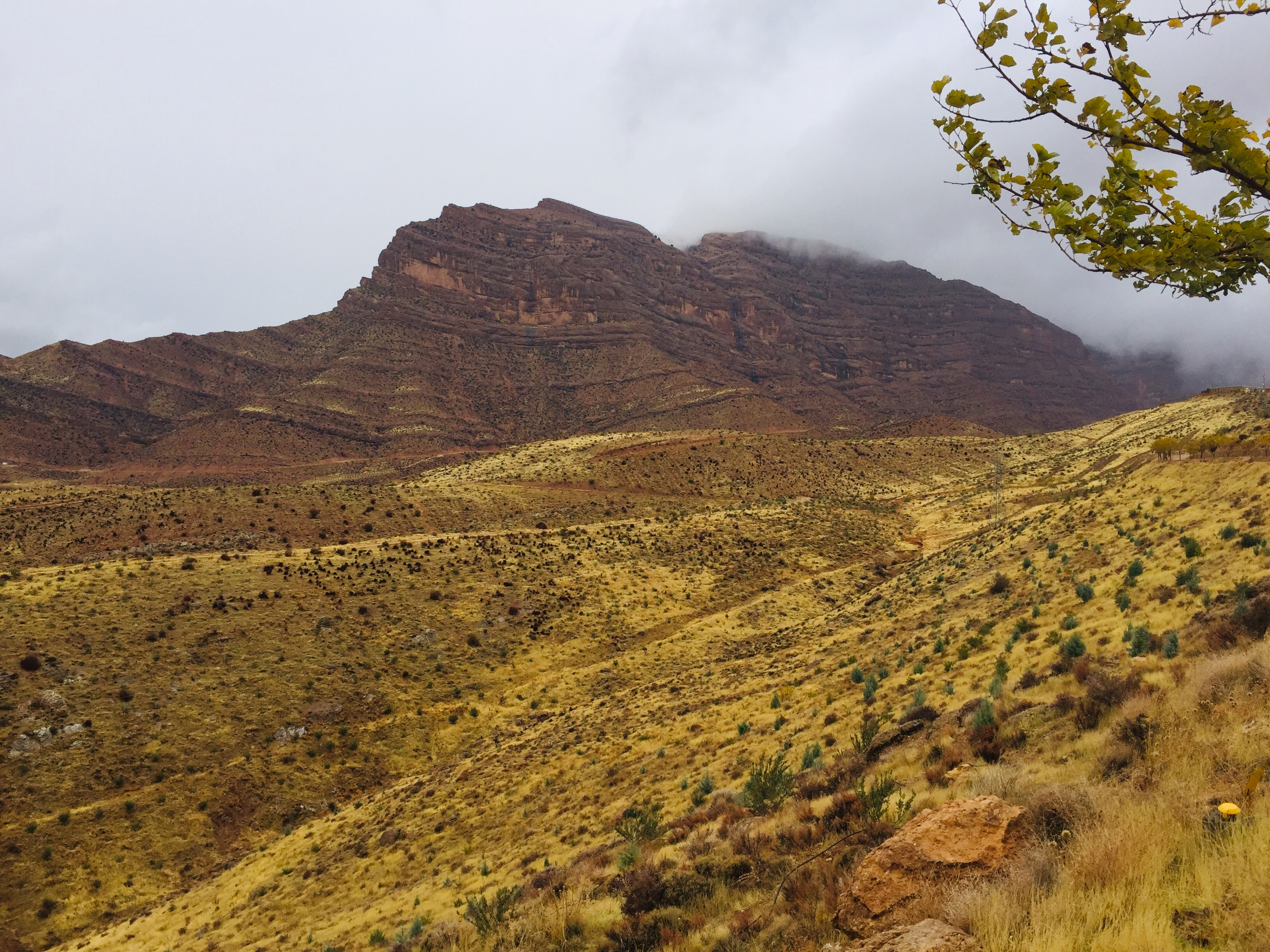
نمایی از کوه سرخ

## حوادث
مرداد ۱۳۹۸ این پارک دچار آتش‌سوزی شد.